# Monumento a Miguel de Cervantes

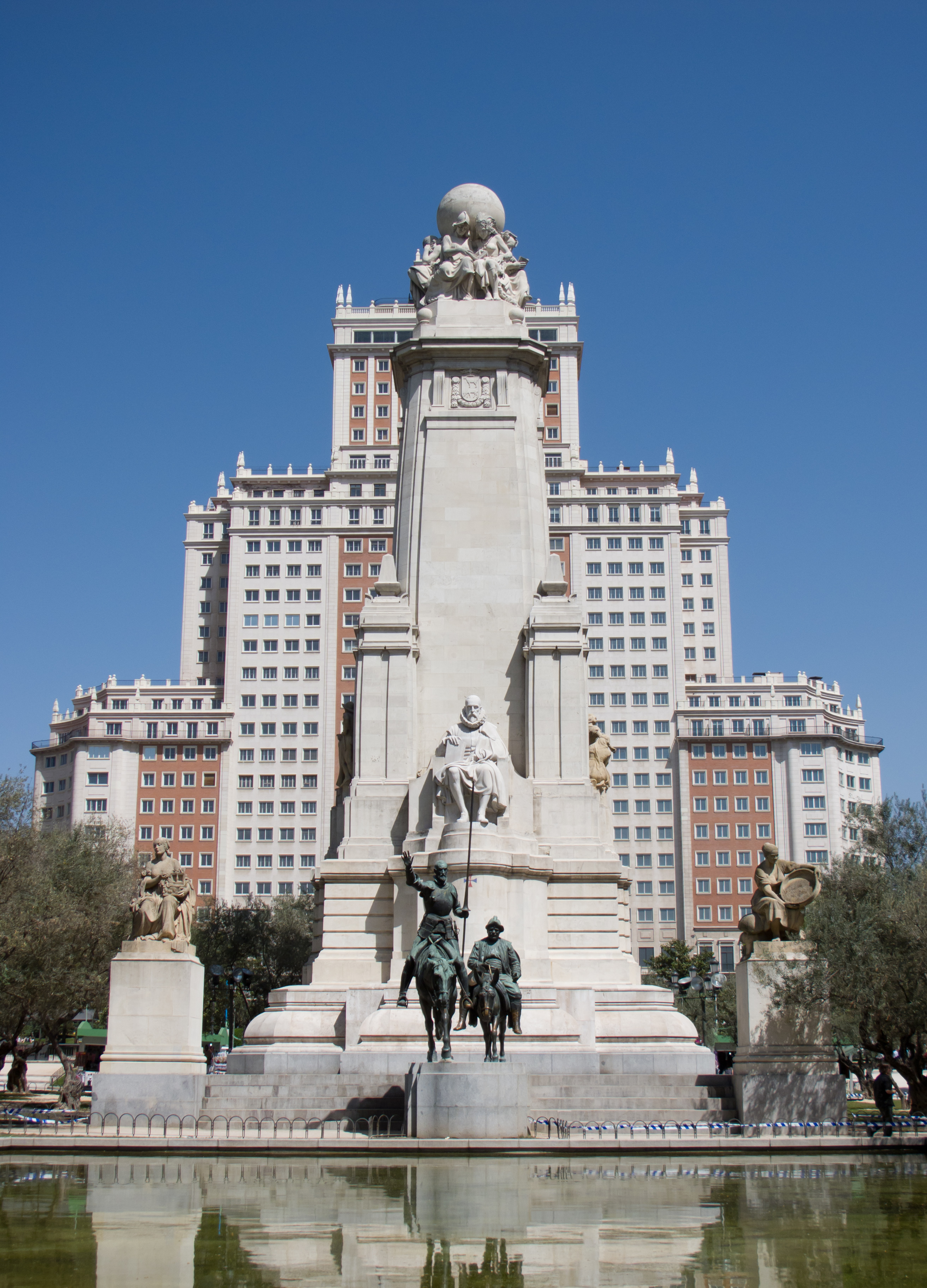
Monument till Miguel de Cervantes.

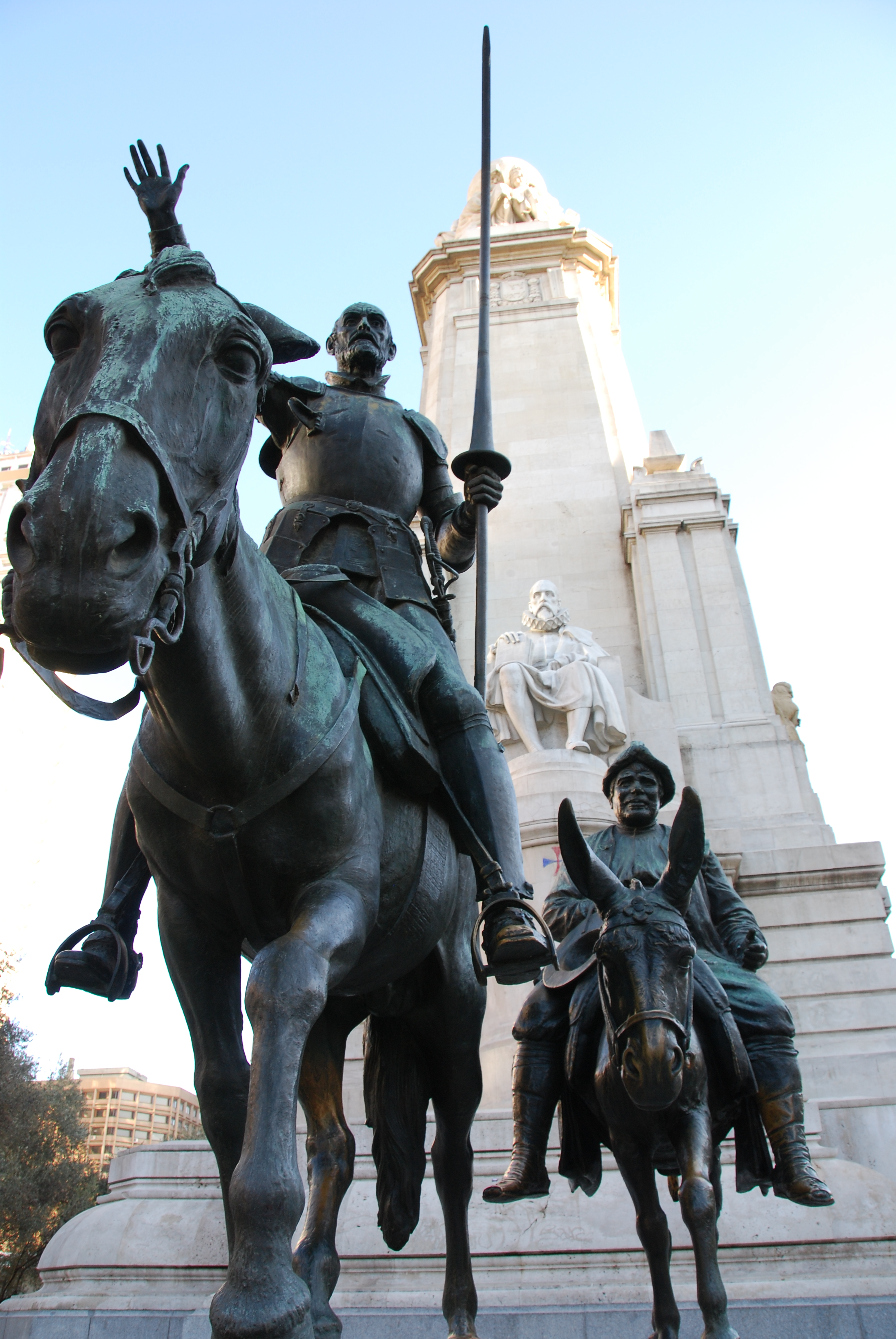
Detalj av sculpturgruppen med Don Quijote och Sancho Panza.

Monumento a Miguel de Cervantes ("Monument till Miguel de Cervantes") står vid Plaza de España, i den spanska huvudstaden Madrid.
I samband med att 300 gått sedan Miguel Cervantes död 1916  utlystes 1915 en nationell tävling för att resa ett monument på det nyligen anlagda Plaza de España. Det vinnande projektet var det som hade lämnats in av arkitekten Rafael Martínez Zapatero och skulptören Lorenzo Coullaut Valera. 1920 bildades en kommitté för att i alla spansktalande länder samla in medel för resandet av minnesmärket. Arbetena påbörjades inte förrän 1925, då i samarbete med arkitekten Pedro Muguruza, som gjorde några modifikationer, avlägsnade ornamenteringen, balustraden och en segerängel  som krönte monumentet i dess första version. Trots att det inte var helt färdigställt, invigdes det den 13 oktober 1929.
Gestalterna som förärats monumentet är Cervantes, sittande vid foten av en piedestal, med bronsstatyer av Don Quijote till häst på sin Rocinante och Sancho Panza  sittande på sin åsna, vid basen av monumentet. 
Monumentet kröns av en jordglob med de fem kontinenterna, en allegorisk framställning över det spanska språkets spridning över hela världen. Bland andra skulpturer finns Verkligheten och Fiktionen. På baksidan av monumentet står Isabella av Portugal vatten rinner fram över sköldarna (för närvarande mycket nötta) på alla de länder där man använder Cervantes språk. Där finns också en amerinder enligt Alonso de Ercillas tradition och hans La Araucana och Perseo, som representerar den klassiska lyriken.
Under 1930-talet stoppades färdigställandet av monumentet och blev inte slutfört förrän på 1950-talet, då den segrande skulptörens son, Federico Coullaut-Valera, kompletterade monumentet med figurerna Dulcinea och Aldonza Lorenzo, och senare (1960), grupperna Rinconete y Cortadillo och La Gitanilla.